# Canal de Bashi
El canal de Bashi (en xinès: 巴士海峡) és un estret de l'oceà Pacífic entre l'illa d'I'Ami, de les Filipines, i l'illa de les Orquídies, de Taiwan. Es caracteritza per les tempestes de vent durant el període de pluges, de juny a desembre.
El canal de Bashi és un pas important tant des del punt de vista militar com per a la comunicació. Molts dels cables submarins que transporten dades i trànsit telefònic entre els països asiàtics passen pel canal de Bashi, per la qual cosa és un important punt de connexió per a Internet. Al desembre de 2006, un terratrèmol submarí de magnitud 6,7 va tallar diversos cables submarins, al mateix temps, causant un coll d'ampolla important de les comunicacions, que va durar diverses setmanes.